# Stanislav Hanzík
Stanislav Hanzík (24. července 1931 Most – 12. srpna 2021) byl český sochař, který se věnoval především volné plastice, portrétu a realizacím v architektuře.

## Životopis
Narodil se v Mostě. Roku 1938 se po obsazení Sudet rodina přestěhovala do Rakovníka, kde získal středoškolské vzdělání na reálném gymnáziu. V letech 1951–1956 studoval na Akademii výtvarných umění v Praze ve škole prof. Jana Laudy a poté zde strávil ještě čestný rok (1956–1957). Ke státní zkoušce měl odevzdat sochu horníka, a proto téměř rok jezdil do hlubinného hnědouhelného dolu Pluto v Louce u Litvínova a fáral s horníky. Jeho spolužákem byl Arpád Račko, autor pomníku maratoncům v Košicích.
Za plastiku Svářeč získal v roce 1961 hlavní cenu Biennale de la Jeunesse v Paříži. V roce 1962 absolvoval půlroční stipendijní pobyt na École nationale supérieure des beaux-arts v Paříži v ateliéru Ossipa Zadkina a Henri-Georges Adama. Roku 1963 měl samostatnou výstavu v Maison de la culture v Le Havre. Roku 1966 navštívil Anglii.
V letech 1961–1964 byl aspirantem u prof. Vincence Makovského a poté do roku 1967 působil jako učitel modelování na škole architektury AVU. V letech 1967–1969 byl asistentem prof. Karla Lidického na Akademii výtvarných umění v Praze. Roku 1970 se habilitoval jako docent a roku 1988 byl jmenován profesorem. V letech 1989–1990 působil jako zastupující rektor AVU. V letech 1991–1996 učil sochařství na katedře výtvarné tvorby Pedagogické fakultě Ostravské univerzity.
Vystavoval od roku 1958, samostatně od roku 1964. Byl opakovaně oceněn na přehlídkách čs. výtvarného umění a získal první místa v tematických soutěžích spojených s realizacemi soch ve veřejném prostoru (Fontána se lvy před Karolinem, Dobrý pastýř v rotundě sv. Jiří na hoře Říp, Rozhovor ve Voršilské zahradě u Nové scény Národního divadla, Karel Hašler na Starých zámeckých schodech). Od prosince 1990 byl členem SVU Mánes.
Stanislav Hanzík měl od roku 1954 do roku 2016 ateliér v Nerudově ulici v Praze a od roku 1963 také pracoval v Krušných horách na Křížatkách.

## Ocenění
- 1952 1. cena v soutěži Ministerstva školství a kultury (busta na hrob J. Zítka v Malenicích)
- 1961 hlavní cena za sochařství, Biennale de la jeunesse Paris (Svářeč)
- 1962 čestné uznání na Světové výstavě keramiky v Praze (Gorgona – Hirošima)
- 1966 1. cena za řešení prostoru volného času mládeže v Liberci (s arch. M. Masákem)
- 1974 1. cena v soutěži na řešení interiéru rotundy na Řípu (s arch. Zdenkou Novákovou)
- 1988 Národní cena, titul zasloužilý umělec
- 1999 Medaile Jeana Masona Davidsona, Society of Portrait Sculptors London (za bystu Bohumila Hrabala)
- 2009 Medaile za přínos Pedagogické fakultě Ostravské univerzity

## Dílo

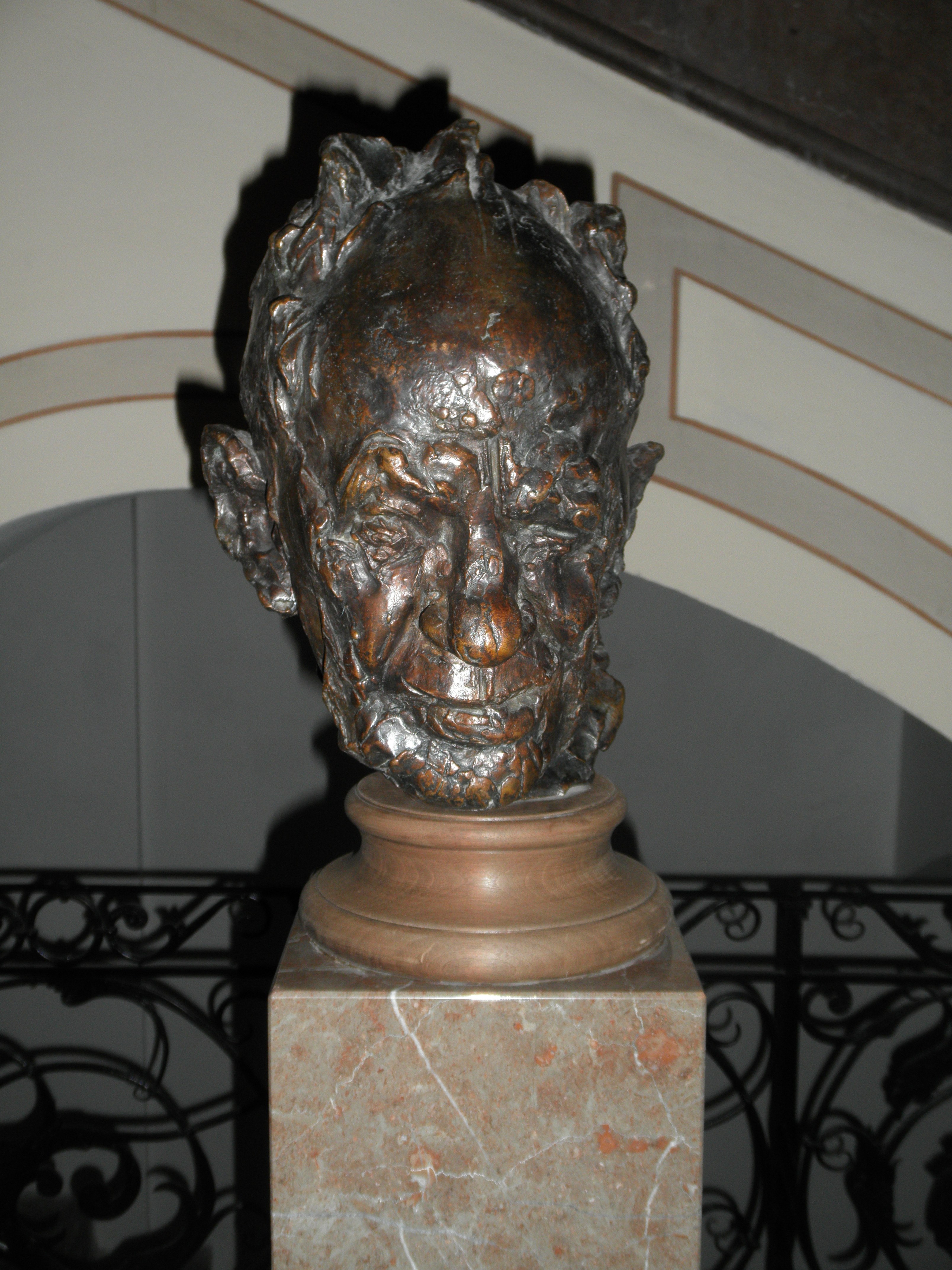
Bustu Josefa Sudka vytvořil Stanislav Hanzík v roce 1972. Je umístěna na Kolínské radnici.

Navázal na tvorbu svých učitelů, kteří patřili k významným předválečným sochařům a vyšli ze sociálního civilismu 20. let (Jan Lauda), měli osobní zkušenost s moderním francouzským sochařstvím (Karel Lidický) nebo, jako Vincenc Makovský, představovali nefigurativní směr sochařství vycházející ze surrealismu. Všichni byli také významnými portrétisty. Ve svém díle vedl dialog s hodnotami, které vytvořila antika a renesance a vyrovnává se dědictvím radikálního baroka. Jeho monumentální sochy, určené pro veřejný prostor, na tyto inspirace často přímo odkazují (Danaë, 1962, Kúros, 1965, Ikarův pád, 1975). Stal se součástí velkého proudu moderního evropského sochařství, které usiluje o organickou jednotu myšlenkové představy a skladebného ztvárnění díla.
Během studijního pobytu v Paříži poznal, že současný portrét musí být záležitostí osobitě zvládnuté formy, přemáhající výsostným sochařským provedením vnější zřetele opticky věrné podoby. Pro jeho portréty je charakteristické napětí mezi pevnou stavbou hlavy a dramatickým ztvárněním povrchu. Modelace počítá s účinky světla a zasahuje dovnitř plastiky. Ve snaze zachytit osobnost portrétovaných potlačuje snahu po estetizaci portrétu a prezentuje hlavu především jako výsledek svého kontemplativního vnímání a jako subjektivní interpretaci výjimečného a silného individua (Josef Sudek, 1972, Rudolf Hrušínský, 1984, Josef Istler, 1986, Bohumil Hrabal, 1996).
První figurky venkovských muzikantů z glazované keramiky vytvořil již během studií na gymnáziu v Rakovníku. V ateliéru Jana Laudy se věnoval portrétní tvorbě a již během druhého roku studia uspěl v soutěži Ministerstva školství a kultury s bustou architekta Josefa Zítka (1952), určenou pro jeho hrob v Malenicích. V době studenoválečnické hysterie, vykonstruovaných procesů a neustálých politických čistek za komunistického režimu v 50. letech byl i Laudův ateliér pod neustálým politickým tlakem. V té době probíhala soutěž na Stalinův pomník a sochy Klementa Gottwalda pro připravované muzeum. Stanislav Hanzík, v této pro sochaře nelehké době, vytvořil několik portrétů (Maminka, 1951, Danton, 1953, Jan Lauda, 1954), pískovcovou sochu pro hrob herce Veverky (Thalie, 1953), reliéf Plačka pro krematorium v Karlových Varech (1957) a bronzové sochy pro ostravské kašny v podobě dívčího a chlapeckého aktu (Mládí, 1957, Dívčí tajemství). Obě sousoší se vyznačují měkkým lyrickým výrazem, navazujícím na tradici moderního českého sochařství. Zjevný erotický náboj u části konzervativní veřejnosti vyvolal odpor a uvažovalo o odstranění soch. To se nakonec z důvodu větší otevřenosti v překotném vývoji společnosti v 60. letech, nestalo. K závěrečné zkoušce na Akademii Stanislav Hanzík předložil figurální studie pracujících horníků, ke kterým nasbíral autentický materiál když během celého roku pracoval přímo v dolech. Jeho socha Horník s rychlosponou (1959) je zachycením prudkého pohybu a výrazně se odlišuje od tehdejšího strnulé pózovitosti soch, požadované režimem.
Již na přelomu 50. a 60. let vytvořil několik významných děl, která charakterizuje zjednodušení formy (Velké torzo, 1960) a kompaktnost výrazu (Dialog starý, 1962). Jeho sochu Svářeč (1959), o které měl sám pochybnosti, zda téma a forma obstojí v přímé konfrontaci s moderními nefigurativními proudy sochařství v západní Evropě, ohodnotila mezinárodní porota na Bienále mladých hlavní cenou. Z počátku 60. let pochází Hanzíkova socha Gorgona (1960) původně vytvořená pro výstavu keramiky a roku 1964 dokončená v kameni pro Ústí nad Labem jako socha-memento a nazvaná Hirošima. V několika studiích na téma Člověk a stroj a Dialog se postupně stupňuje míra meditativnosti a významového vrstvení až k dramatické vizi, v níž přechází k abstrakci (Skrytý dialog, 1962). Během pařížského pobytu, zřejmě pod vlivem soch Ossipa Zadkina, vytvořil Hanzík řadu studií, v nichž zkoumal vzájemný vztah objemu a volného prostoru prostupujícího objemem sochy (Nebezpečný pták, 1962, Zápas, 1962) a také četné varianty Dialogů a ženských torz. Jedno z pařížských děl (Torzo, 1962), je v majetku francouzského Ministerstva kultury.
Z roku 1963 pochází výrazově mimořádně silné sousoší Simeon (Chronos), nyní v majetku SGVU Litoměřice. Jak sám název sochy napovídá, postava starce, držícího na rukou zabalené dítě, je zde mnohoznačným symbolem. Může znamenat jak proroka Simeona, který jako první rozpoznal budoucího Spasitele v malém Ježíši, tak starořeckého boha, který pozřel své vlastní děti, aby ho nemohly zbavit vlády. Mírně nadživotní sousoší matky s dítětem (Mateřství, bronz, 210 cm, 1964) a sochy Poutník (pískovec, 220 cm, 1967) a Vítězné mládí (Mladá Boleslav, beton, 700 cm, 1969), která jsou na pomezí mezi figurou a architekturou, vznikla jako návrh soch do veřejného prostoru.
Po návratu ze studijního pobytu ve Francii se Stanislav Hanzík pokusil o netradiční portrét Bedřicha Smetany. Znamenalo to pro něj osobní výzvu a vymezení vůči celé generaci slavných sochařů, kteří se Bedřichem Smetanou zabývali před ním, počínaje dokonalou sochou Jana Štursy pro Litomyšl. Portrét Bedřicha Smetany (1963) byl zhotoven pro nově rekonstruovanou budovu ústecké opery a po dokončení vyvolal širokou diskusi. Hanzík narušil navyklou portrétní normu a pojal geniálního skladatele jako osobnost zkoušenou těžkou nemocí, izolovanou od světa a díky hluchotě ponořenou na dno vlastní duše.
S Josefem Sudkem se sochař seznámil, když ho požádal o vyfotografování svých soch pro připravovaný katalog (1973). Psychologicky pronikavý portrét J. Sudka z roku 1972 zároveň přesvědčivě zachycuje všechny podstatné fyziognomické rysy této osobnosti. Navazuje na něj řada portrétů, které Stanislav Hanzík zčásti vytvořil pro vypsané soutěže (Stanislav Neumann, 1975–1977, Alois Fišárek, 1976, Zdeněk Kunc, 1979–1983). Většinu portrétovaných osobně znal a přátelil se s nimi nebo je sám oslovil (Jaroslav Fragner, 1972, Radovan Lukavský, 1981, V. V. Štech, 1982, Josef Kemr, 1983, Rudolf Hrušínský, 1984, Vlastimil Brodský, 1985, Josef Istler, 1986, František Vláčil, 1988, Jiří Kotalík, 1989, Bohumil Hrabal, 1996). Všechny Hanzíkovy portréty spojuje stylová vyhraněnost jeho autorského přístupu. Expresivní vyznění, jehož součástí je snaha o psychologickou analýzu portrétovaného, je výsledkem napětí mezi konstruktivním pojetím hlavy a dynamickým rozrušením povrchu, které během modelace počítá s účinky světla.
Jiří Kotalík považuje za jedno z nejvýznamnějších děl českého moderního sochařství Hanzíkův soubor Šachová hra (1971, Národní galerie v Praze), který je symbolickým obrazem lidského údělu a dokládá sochařův smysl pro pochopení a rozvinutí prostoru ve všech jeho vztazích.
Stanislav Hanzík citlivě vnímal historické souvislosti i kvality konkrétního prostředí a uspěl proto v řadě soutěží na sochy do veřejného prostoru (kolem 40 realizací). Pro rekonstruovanou Rotundu sv. Jiří na Řípu (arch. Zdenka Nováková) vysekal opukovou sochu Chlapce s beránkem (starobylý ikonografický motiv Dobrého pastýře) (1977–79), která provedením připomíná románské plastiky. Památník Pražského povstání, vytvořený jako reliéf z žuly pro stejnojmenné náměstí (200 × 350 cm, 1977) je civilní a zbavený jakékoli popisnosti.
Z roku 1969 pochází Hanzíkova socha Proklátý lev. Heraldický symbol českého státu, původně určený pro Památník mosteckých stávek (KP, lev odcizen, nyní Národní galerie v Praze) je znázorněn s nebývalou expresivitou. Ta silně rezonovala s pocity národa po Invazi vojsk Varšavské smlouvy do Československa v srpnu 1968. Další tři sochy Hanzíkových lvů zdobí jako strážci kašnu Pramen poznání před budovou Karolina, navrženou architektem Fragnerem (diorit, 1972). Velká pískovcová socha lva je umístěna na mostecké radnici (Lev, 1977, pískovec, 450 cm, jiná verze 1986, opuka, 175 cm) a socha Lva zápasícího s hadem (120 cm, 1987) byla vytvořena pro Českou národní radu.
Roku 1969 (Rozhovor básníka a dívky, mramor, soch. symposium Aranđelovac) a potom v 70. a 80. letech realizoval Stanislav Hanzík v kameni některé ze svých variant dialogů (Dialog galantní, 1974, Litvínov, Rozhovor, 1983, Voršilská zahrada). Z roku 1975 je monumentální socha bohyně Niké (450 cm) pro Chomutov. Pro Národní památník II. světové války v Hrabyni (dříve „Památník ostravské operace“) vytvořil rozměrný Reliéf (1980, 500 × 1500 cm, opuka, bronzový model v majetku Ministerstva kultury) s ikonografií která vedle centrální skupiny vítězů připomíná dalšími postavami gotické oplakávání Krista na levé straně a jako protějšek vítězného Genia národa, motiv často zobrazovaný v 19. století. K tisíciletému výročí mučednické smrti světce byla na centrálním náměstí v Roudnici nad Labem osazena Hanzíkova socha sv. Vojtěcha (1996).
Stanislav Hanzík se již od šedesátých let zabýval osobností Karla Hynka Máchy. Jeho pískovcová socha Poutník (pískovec, 220 cm, 1967) byla určena pro Děčín. Od té doby vytvořil básníkův portrét (Pěvec máje K. H. Mácha, 1973) a novou studii Máchy jako poutníka (1990). Bronzová socha Poutníka (1997), umístěná bez soklu přímo na schodišti před kulturním domem v Litoměřicích, je poctou básníku, který v tomto městě vytvořil většinu svého díla a roku 1836 zde zemřel.
Od 90. let Stanislav Hanzík užíval pro sochy určené do veřejného prostoru převážně diorit (Ležící kůň, 1994, Teplice, Sv. Václav, 1998, Příbram, Karel Hašler, 2009, Staré zámecké schody, Paridův soud, 2014). Diorit umožňuje kombinovat hrubě opracovaný povrch s viditelnými stopami řezu diamantovým kotoučem s leštěnými plochami pro umístění písma, ale obsahuje také žíly křemene, které mohou působit rušivě. Tento neobvyklý materiál a také způsob opracování byl zřejmě důvodem proč socha královéhradeckého starosty Františka Ulricha, kterou město objednalo, byla nejprve osazena na tamním náměstí Svobody (2010) a později na nátlak některých občanů opět odstraněna.

### Zastoupení ve sbírkách
- Národní galerie v Praze
- Severočeská galerie výtvarného umění v Litoměřicích
- Galerie hlavního města Prahy
- Muzeum umění Olomouc
- Galerie výtvarného umění v Ostravě
- Galerie moderního umění v Roudnici nad Labem
- Galerie výtvarného umění, Cheb
- Oblastní galerie Liberec
- Galerie umění Karlovy Vary
- Galerie Klatovy / Klenová

### Výstavy

#### Autorské
- 1964 Stanislav Hanzík: Sochy a kresby, Galerie výtvarného umění, Litoměřice, Okresní muzeum, Most
- 1965 Stanislav Hanzík, Galerie Dílo, Ostrava
- 1967 Stanislav Hanzík, Galerie Nová síň, Praha
- 1972 Stanislav Hanzík: Malé bronzy a cíny, Galerie Díla – ČFVU, Ústí nad Labem
- 1973 Stanislav Hanzík: Podobizny, Galerie D, Praha
- 1973 Stanislav Hanzík: Drobné plastiky, Galerie výtvarného umění v Chebu
- 1976 Stanislav Hanzík, Valdštejnská knihovna, Duchcov
- 1976/1977 Stanislav Hanzík, Oblastní galerie, Karlovy Vary
- 1979 Stanislav Hanzík, Galerie moderního umění v Roudnici nad Labem
- 1986 Stanislav Hanzík: Výběr z díla, Výstavná sieň ZSVU, Košice, Výstavní síň výtvarného umění, Most, Severočeská galerie výtvarného umění v Litoměřicích, Staroměstská radnice, Praha
- 1988 Stanislav Hanzík: Z ateliéru, Galerie výtvarného umění v Chebu
- 1989 Stanislav Hanzík: Z ateliéru, Galerie umění Karlovy Vary, Severomoravská galerie výtvarného umění Ostrava
- 1993 Stanislav Hanzík, Výtvarné centrum Chagall, Ostrava
- 1998 Stanislav Hanzík: Plastiky, Lichtenštejnský palác, Respirium, Praha
- 2005 Stanislav Hanzík: Sochy, Rabasova galerie, Výstavní síň pod Vysokou bránou, Rakovník
- 2005 Stanislav Hanzík, Oblastní muzeum v Mostě
- 2006 Stanislav Hanzík: Sochy, Autorská výstavní síň Výtvarného centra Chagall
- 2015 Stanislav Hanzík: Sochy, Severočeská galerie výtvarného umění v Litoměřicích
- 2016 Stanislav Hanzík: Retrospektiva (k 85. narozeninám), Galerie Diamant, SVU Mánes, Praha

### Sochy ve veřejném prostoru

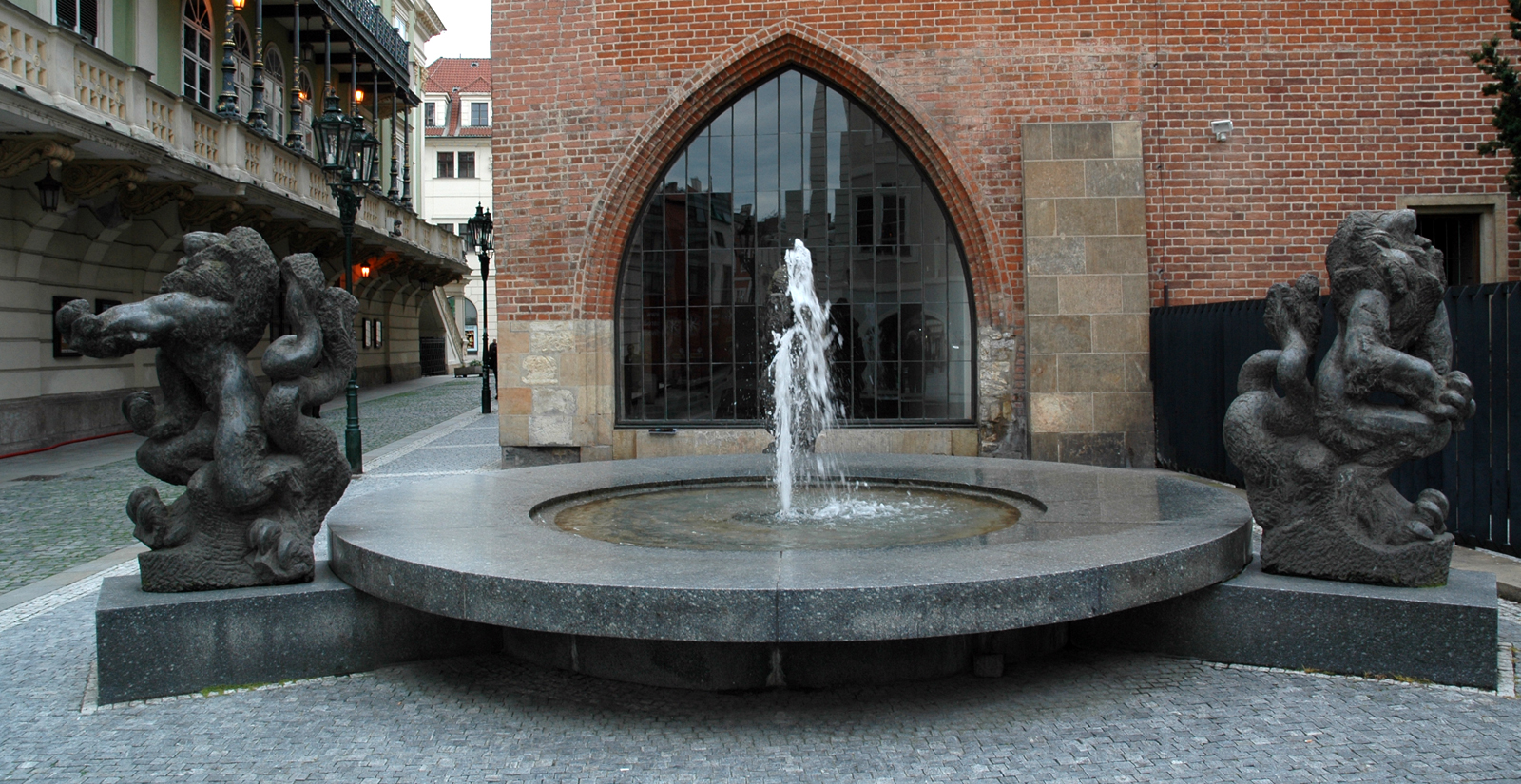
Kašna, žula (1972), Karolinum, Praha 1
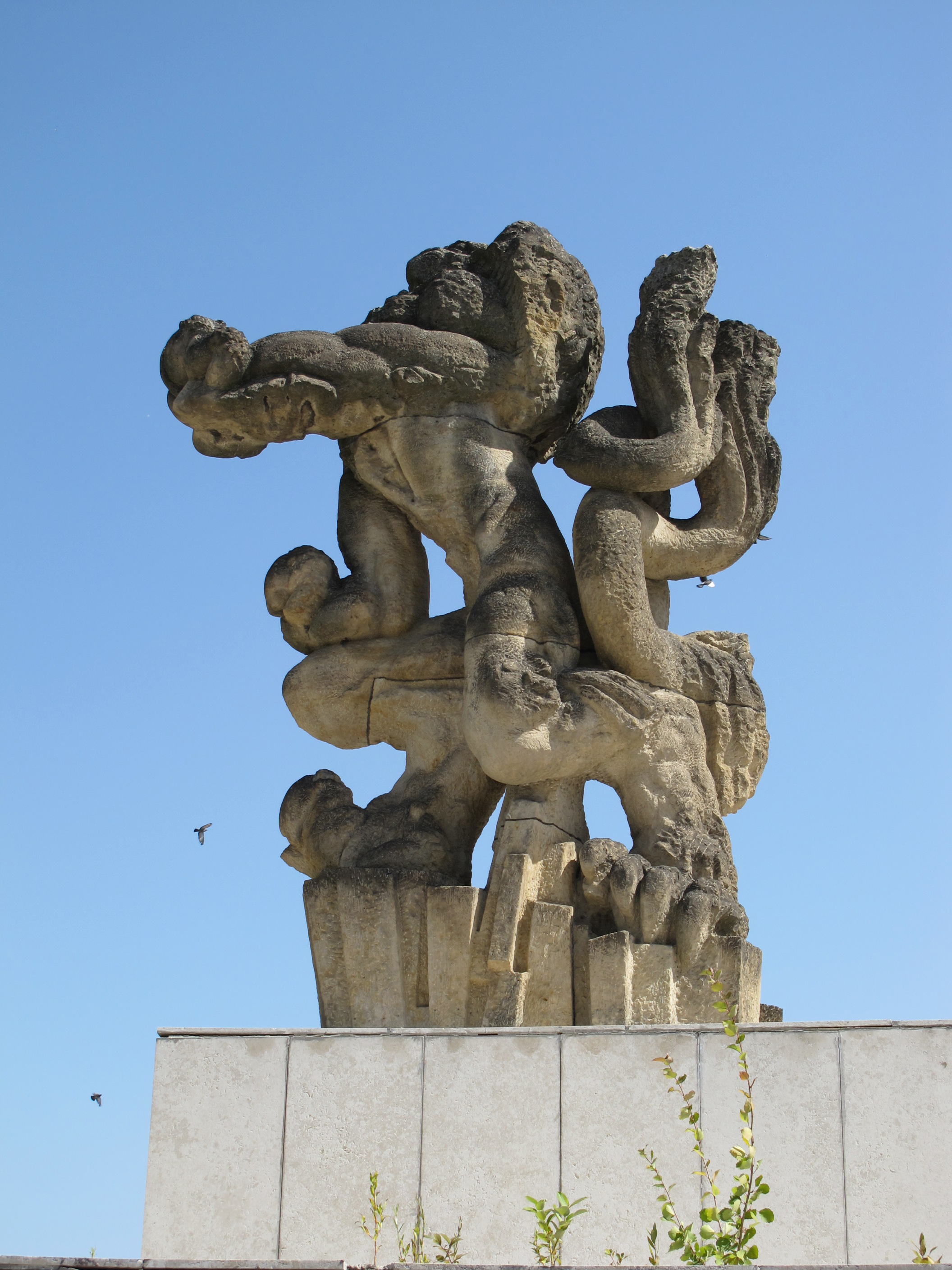
Český lev, vápenec (1977), magistrát města Mostu
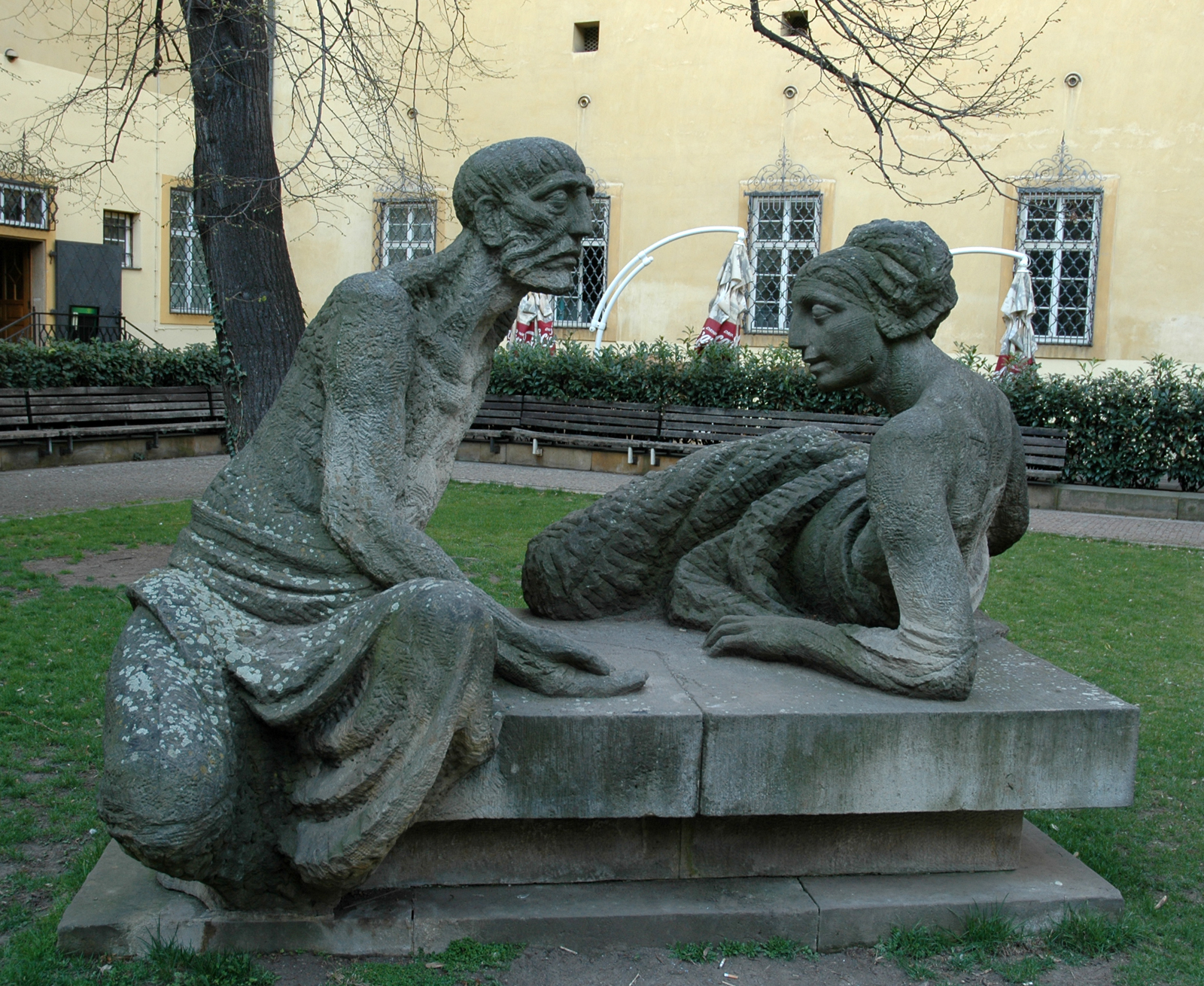
Rozhovor, pískovec (1983), Voršilská zahrada, Praha
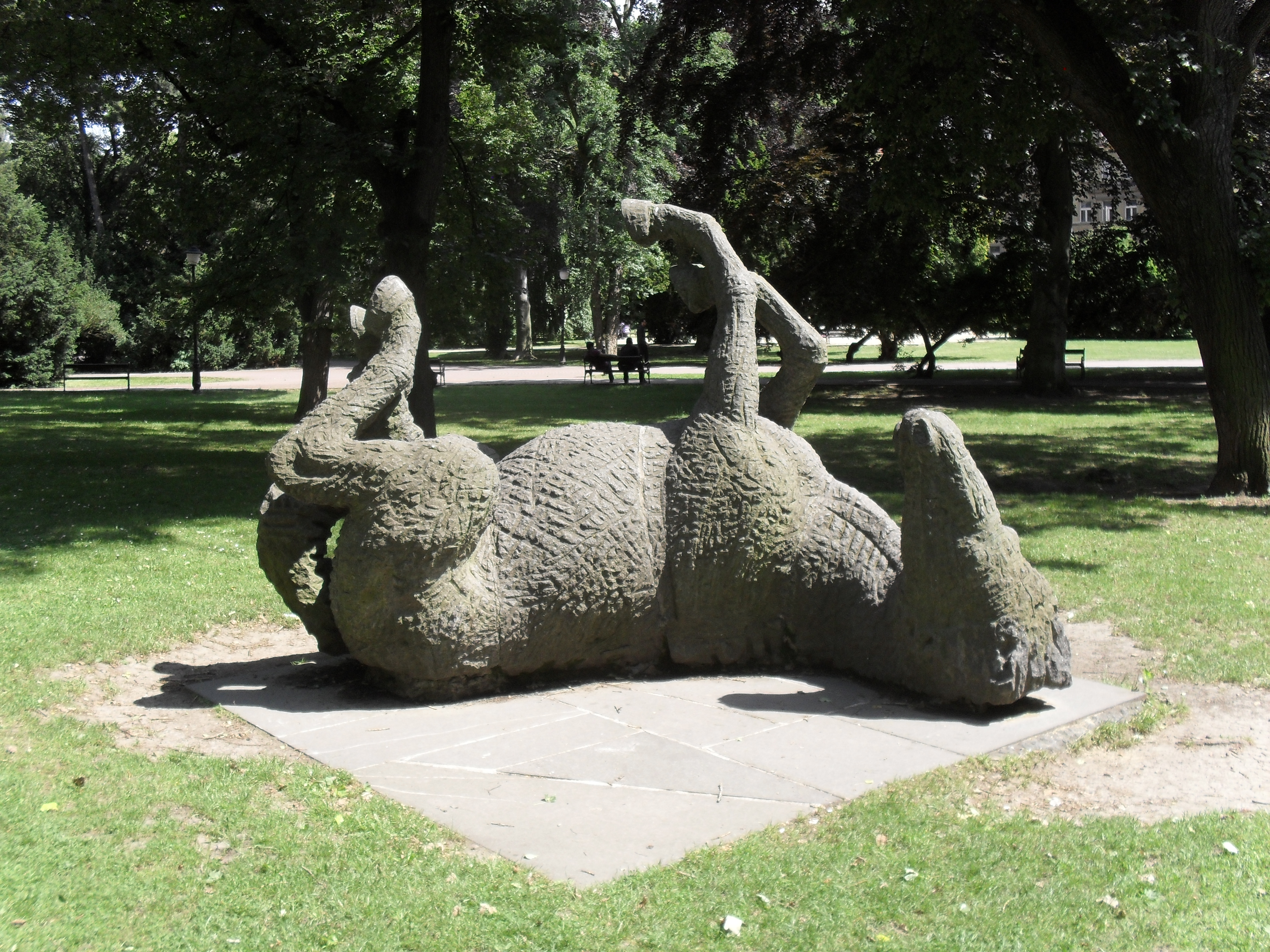
Ležící kůň, diorit (1994), Teplice
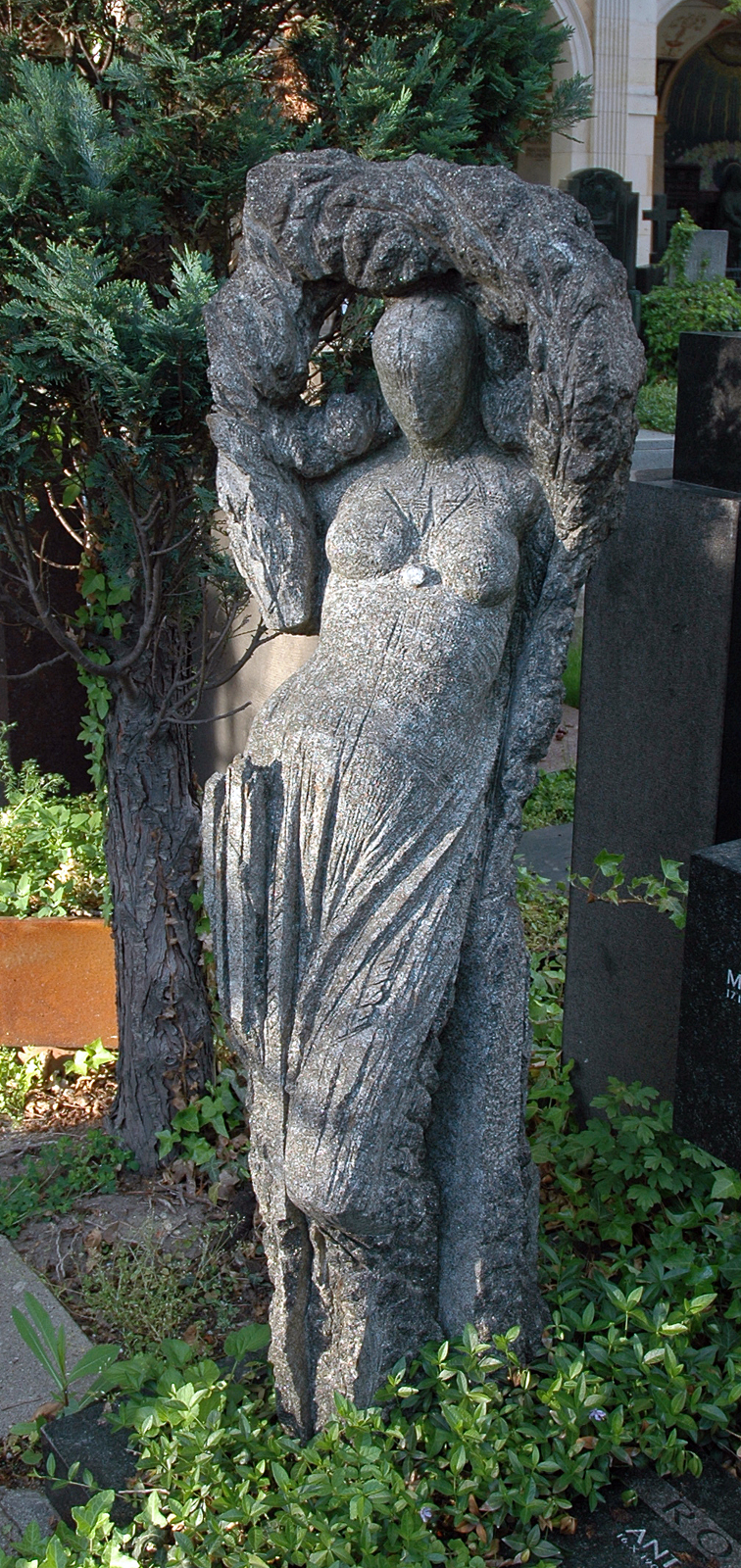
Proměna, diorit (1996), hrobka rodiny Kučových, Vyšehradský hřbitov
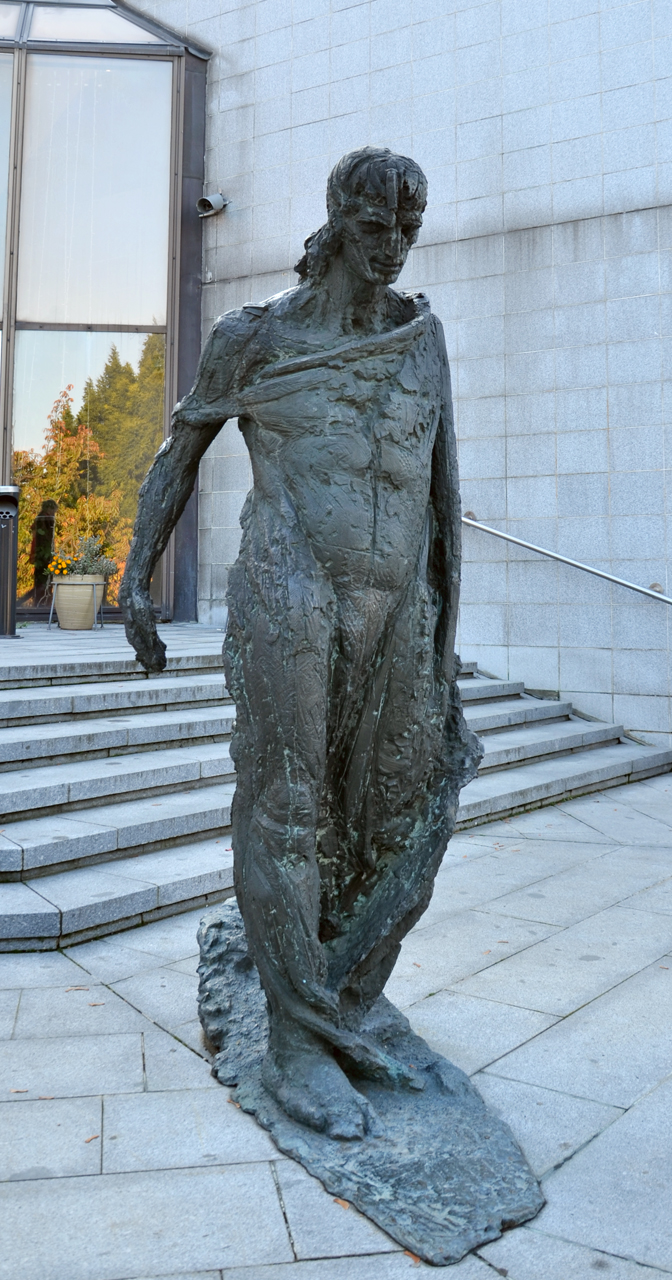
Poutník, bronz (1997), Litoměřice
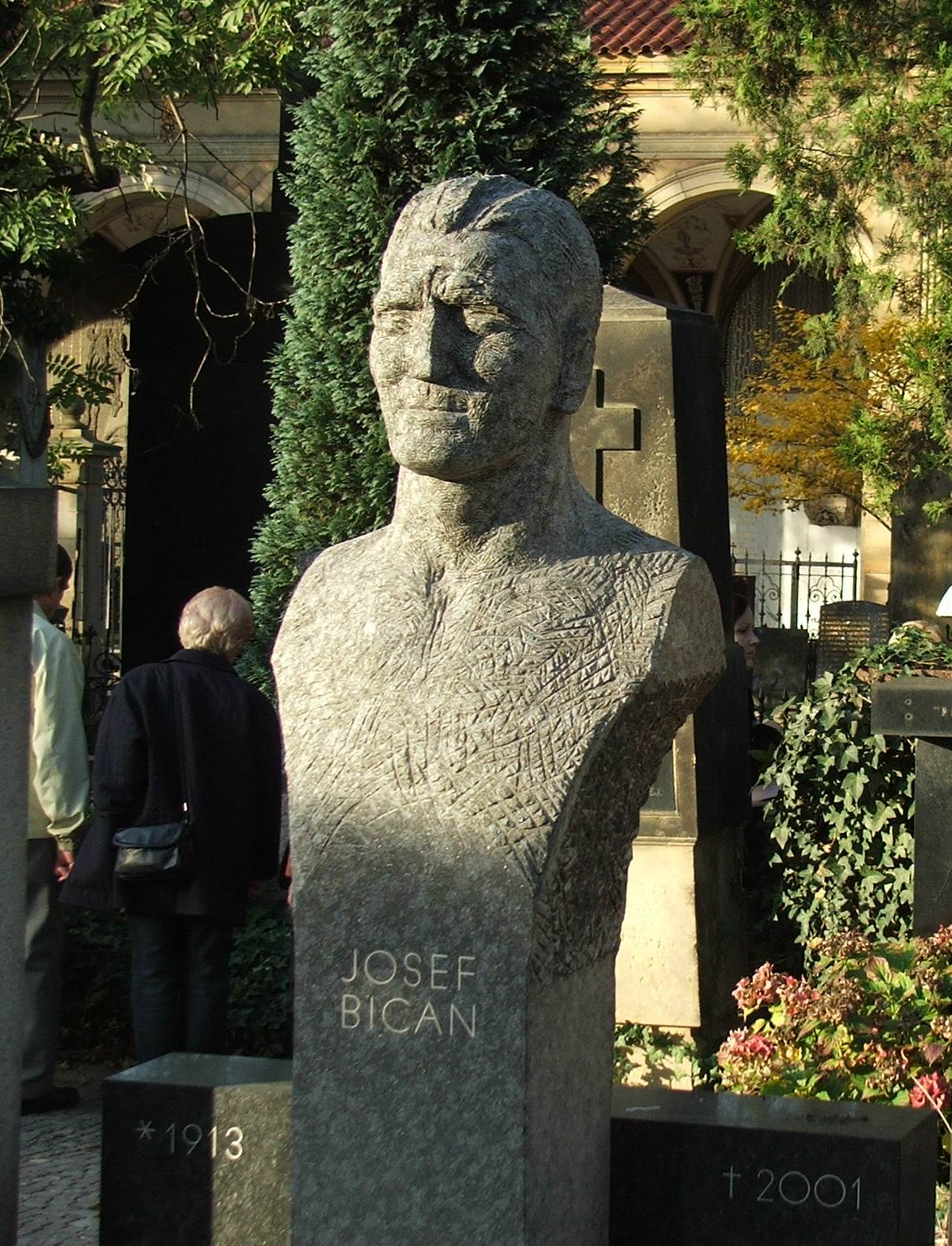
Josef Bican, diorit (2001), Vyšehradský hřbitov
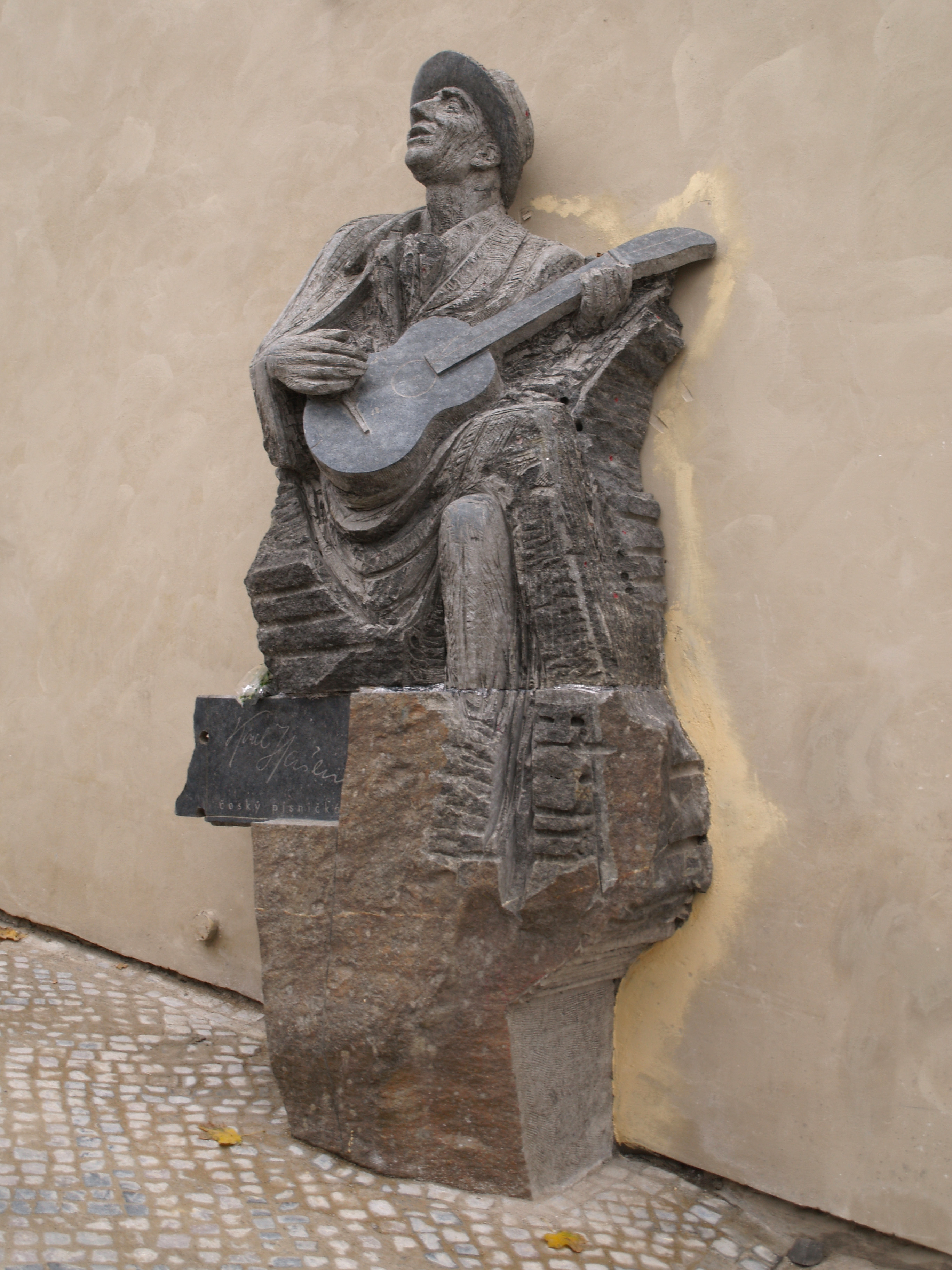
Karel Hašler, diorit (2009), Staré zámecké schody, Praha

### Katalogy (výběr)
- Stanislav Hanzík: Sochy a kresby, 1964, Kotalík Jiří, kat. 12 s., Galerie výtvarného umění, Litoměřice
- Stanislav Hanzík: Sochy a kresby, 1964, Kotalík Jiří, kat. 16 s., Okresní muzeum Most
- Stanislav Hanzík, 1967, Císařovský Josef, kat. 12 s., SČVU Praha
- Malé bronzy a cíny Stanislava Hanzíka, 1972, Berka Čestmír, kat. 32 s., Český fond výtvarných umění, Ústí nad Labem
- Podobizny Stanislava Hanzíka, fotografoval Josef Sudek, 1973, Berka Čestmír, kat. 16 s., Český fond výtvarných umění, Praha
- Stanislav Hanzík: Drobné plastiky, 1973, Peťas František, kat. 16 s., Galerie výtvarného umění v Chebu
- Stanislav Hanzík, 1976, Berka Čestmír, kat. 32 s., Oblastní galerie Karlovy Vary
- Stanislav Hanzík, 1979, Wittlich Petr, kat. 12 s., Galerie moderního umění v Roudnici nad Labem
- Stanislav Hanzík: Výběr z díla, 1986, Wittlich Petr, kat. 80 s., Výstavní síň výtvarného umění, Most
- Stanislav Hanzík: Z ateliéru, 1988, Kotalík Jiří, kat. 32 s., soupis děl, Galerie výtvarného umění v Chebu
- Stanislav Hanzík, 1998, Císařovský Josef, kat. 40 s., Hudební fak. AMU Praha
- Stanislav Hanzík, 2014, Diviš Ivan, Karfík Vladimír, kat. 6 s., Muzeum a galerie severního Plzeňska, Kralovice
- Stanislav Hanzík: Sochy, 2015, Štíbr Jan, kat. 8 s., Severočeská galerie výtvarného umění v Litoměřicích